# 国鉄タサ3000形貨車
国鉄タサ3000形貨車（こくてつタサ3000がたかしゃ）は、かつて日本国有鉄道（国鉄）及び1987年（昭和62年）4月の国鉄分割民営化後は日本貨物鉄道（JR貨物）に在籍した私有貨車（タンク車）である。

## 概要
本形式は、アルコール専用の20t 積タンク車として1938年（昭和13年）8月4日から1944年（昭和19年）1月19日にかけて82両（コタサ3000 - コタサ3081）が新潟鐵工所1社にて製作された。記号番号表記は特殊標記符号「コ」（全長 12 m 以下）を前置し「コタサ」と標記する。
本形式の他にアルコールを専用種別とする形式にはタ2000形（3両）、タム8100形（11両）、タサ3200形（3両）、タサ3500形（3両）、タサ5000形（1両）、タキ500形（6両）、タキ600形（20両）、タキ3500形（179両）、タキ7200形（8両）、タキ7250形（115両）、タキ13700形（30両）、タキ13800形（25両）の12形式があった。
落成当時の所有者は、アルコール輸送、有機合成品配給統制の2社であったが、1947年（昭和22年）7月18日に内外輸送、1946年（昭和21年）9月19日に共栄産業へそれぞれ名義変更された。
1948年（昭和23年）10月13日に2両（コタサ3080 - コタサ3081）の専用種別が変更（アルコール→ベンゾール）され、本形式を離脱しタサ1000形（コタサ1011 - コタサ1012）へ編入された。
1979年（昭和54年）10月より化成品分類番号「燃31」（燃焼性の物質、引火性液体、危険性度合2（中））が標記された。
ドーム付き直円筒型のタンク体は普通鋼（一般構造用圧延鋼材、SS41現在のSS400）製であり、荷役方式はマンホールによる上入れ、吐出管による下出し式である。
塗色は、当初は銀色に塗装されていたがその後黒色に変更され、全長は10,300mm - 10,600mm、全幅は2,535mm、全高は3,865mm、台車中心間距離は6,600mm、実容積は25.7m3、自重は16.4t - 17.5t、換算両数は積車3.5、空車1.8、最高運転速度は75km/h、台車はアーチバー式のTR20である。
最後まで在籍した2両（コタサ3013、コタサ3028）が1989年（平成元年）12月に廃車になり同時に形式消滅となった。

### 年度別製造数
各年度による製造会社と両数、所有者は次のとおりである。（所有者は落成時の社名）
- 昭和13年度 - 25両
  - 新潟鉄工所 25両 アルコール輸送（コタサ3000 - コタサ3024）
- 昭和14年度 - 5両
  - 新潟鉄工所 5両 アルコール輸送（コタサ3025 - コタサ3029）
- 昭和15年度 - 45両
  - 新潟鉄工所 45両 アルコール輸送（コタサ3030 - コタサ3074）
- 昭和16年度 - 5両
  - 新潟鉄工所 5両 アルコール輸送（コタサ3075 - コタサ3079）
- 昭和18年度 - 2両
  - 新潟鉄工所 2両 有機合成品配給統制（コタサ3080 - コタサ3081）